# Наркотик (фильм)
«Наркотик» (англ. Dope) — американский фильм 2015 года режиссёра Рика Фамуйива. Премьера фильма состоялась на кинофестивале Сандэнс в январе 2015 года. «Наркотик» также стал фильмом закрытия секции «Двухнедельник режиссёров» на Каннском кинофестивале 2015 года.

## Сюжет
Подросток Малкольм, живущий в неблагополучном районе Инглвуд в Калифорнии, мечтает учиться в Гарварде. Он считает себя гиком и имеет нехарактерные для его окружения хобби. После одной из вечеринок у него в рюкзаке случайно оказываются наркотики, а в собственной жизни, как следствие, появляются проблемы. Спасаясь от преследования членами банды, Малькольм подключает своих друзей для подпольной продажи экстази в собственной школе при помощи глубокого Интернета и биткойнов.

## В ролях
| Актёр          | Роль                     |
| -------------- | ------------------------ |
| Шамик Мур      | Малкольм Адеканби        |
| Кирси Клемонс  | Кассандра «Дигги» Эндрюс |
| Тони Револори  | Джеймс Кэлдомс           |
| Зои Кравиц     | Нэкия                    |
| ASAP Rocky     | Доминик «Дом»            |
| Блейк Андерсон | Уилл Шервуд              |
| Лакит Стэнфилд | Баг                      |
| Рик Фокс       | член совета Блэкмон      |
| Кимберли Элиз  | Лиза Хэйз                |
| Шанель Иман    | Лили                     |
| Форест Уитакер | рассказчик               |
| Tyga           | де’Андрэ                 |

## Восприятие
Фильм получил высокие оценки кинокритиков. На сайте Rotten Tomatoes фильм имеет рейтинг 84% на основе 132 рецензий со средним баллом 7,4 из 10. На сайте Metacritic фильм имеет оценку 72 из 100 на основе 37 рецензий критиков, что соответствует статусу «в основном положительные отзывы».